# 加州大學美熹德分校
加州大學美熹德分校（University of California, Merced，缩写为UC Merced）是一所位于加州中部聖華金谷（San Joaquin Valley）中美熹德市近郊的一所大學。 她是加利福尼亚大学的第十个和最新的校區。校园建设的奠基仪式于2002年10月25日举行。大學部的课程于2005年9月6日开始。美熹德加州大學是美国在21世纪成立的第一所研究型综合大学。值得一提的是，美熹德加州大学也是目前唯一一所所有建筑均获得美国绿色建筑委员会領先能源與環境設計认证的美国大学校园。
目前，主校园（Main Campus）仍在持续扩展建设中。研究实验室仍有一部分在10英里外的亚特沃特市（Atwater）的原堡垒空军基地（Castle Air Force Base）中的部分建筑裡。目前学校方面设有班车CatTrack往返于两个校区。在未来，主校园外的研究设施将会全部搬迁至主校园中。学校目前也正在美熹德市区建设一个市区中心（downtown center），用于安置部分行政办公人员。按照目前校方的“2020计划”，在2020年，学校将会拥有两倍于现有校园的规模，以容纳10, 000名在校学生。2016年10月，2020扩建计划正式启动。
学校的吉祥物是美洲野猫（BobCat）。